# Moatassem Gaddafi
Moatassem-Billah Gaddafi (tiếng Ả Rập: مُعْتَصِمٌ بِٱللهِ ٱلْقَذَّافِيّ, cũng được chuyển tự thành Mutassim hoặc Al-Mu'tasim) là một sĩ quan của quân đội Libya, và đóng vai trò Cố vấn An ninh Quốc gia từ năm 2010. Ông là con trai thứ năm của nhà lãnh đạo Libya bị lạt đổ Muammar Gaddafi, và là một thành viên có liên hệ gần gũi với các hoạt động chính trị của cha mình.
Vào tháng 4 năm 2009, Moatassem đã hội đàm với Bộ trưởng Ngoại giao Hoa Kỳ Hillary Clinton trong một cuộc tiếp xúc ngoại giao cấp cao nhất giữa hai quốc gia từ khi phục hồi quan hệ vài năm trước. Đối với Moatassum, việc này biểu hiện sự quan trọng của vị trí Cố vấn An ninh Quốc gia mà ông đang nắm giữ. Ông được coi là một người đàn ông đa tình và được miêu tả một cách chính thức là "không ham học hỏi tri thức". Chính quyền nói rằng đã có một sự cố gắng để khiến ông nghiên cứu các học thuyết truyền thống trong các sự kiện gần đây và an ninh quốc gia. Với vai trò là Cố vấn An ninh Quốc gia, ông đã vượt quá quyền hạn vào năm 2008 khi yêu cầu 1,2 tỉ Đôla Mỹ từ Tổng Công ty Dầu mỏ Quốc gia để lập ra một đội quân riêng của mình.
Moatassem cũng đã từng tiếp xúc với Thượng Nghị sĩ John McCain và Joe Lieberman vào năm 2009, nhằm mục đích về một sự cần thiết mạnh mẽ về việc hỗ trợ quân sự tại Libya. Theo Moatassem, "Có 60 triệu người Algeria ở phía tây, 80 triệu người Ai Cập ở phía đông, chúng tôi có châu Âu ở đối diện với mình, và chũng tôi đối mặt với vùng châu Phi Hạ Saharan cùng các vấn đề của khu vực này ở phía nam." Ông lo lắng về việc nâng cấp các khí tài quân sự của Libya, và nói rằng ông có thể mua vũ khí từ Nga và Trung Quốc, nhưng muốn mua các khí tái của Hoa Kỳ.

## Khả năng nối nghiệp
Theo ghi nhận, Moatassum đã sống tại Ai Cập vài năm sau khi thử đoạt lấy quyền kiểm soát Libya từ tay người cha. Sự trở về của ông đã tạo tiền đề cho việc hòa giải với cha mình và sau đó có được một vị trí cao là Cố vấn An ninh Quốc gia. Năm 2009, báo Oea của Libya có một tường thuật trong đó đã gắn kết Moatassum với cái chết của Ibn Al Sheikh Al Libi, tờ báo phát hành với sự cho phép của anh trai của ông là Saif al-Islam al-Gaddafi.

## Nội chiến Libya 2011
Trong Nội chiến Libya 2011, ông đã chỉ huy các đơn vị quân sự tại khu vực Brega. Ông là một đối tượng bị cấm xuất cảnh và bị đóng băng tài sản do có sự liên hệ gần gũi với chế độ của cha ông là Muammar Gaddafi. There is video Lưu trữ ngày 14 tháng 10 năm 2011 tại Wayback Machine footage proving he led the placement of landmines around Brega.
Ông được cho là ở Tripoli trong trại lính Bab al-Azizia trong trận Tripoli. Tuy nhiên, không hề có bằng chứng về sự hiện diện của ông được quân nổi dậy tìm thấy khi họ chiếm được trại lính, cũng không có sự hiện diện của các người con trai của ông.